# 楊名時 (萬曆進士)
楊名時（？—？年），號懷南，河南归德府商丘县人，民籍。

## 生平
萬曆二十五年（1597年）丁酉科河南鄉試舉人，四十一年（1613年）癸丑科廷试三甲一百二十八名進士。户部觀政，授新城知县，四十四年調乐安知县，四十六年本省同考。赈济灾荒，免除徭役，多行惠政。行取入京時卒。

## 家族
曾祖楊廷舉。祖父楊良。父楊倉。